# Горнозаводск
Горнозаводск (рус. Горнозаводск) град је у Русији у Пермском крају. Према попису становништва из 2010. у граду је живело 12057 становника.

## Становништво
| 1959.  | 1970.  | 1979.  | 1989.  | 2002.  | 2010.  |
| ------ | ------ | ------ | ------ | ------ | ------ |
| 10.076 | 10.374 | 10.734 | 14.858 | 13.061 | 12.057 |